# Trattato di Siviglia
Il trattato di Siviglia fu un trattato di pace, stipulato nel novembre 1729, che pose fine alla guerra anglo-spagnola iniziata nel 1727.

## Storia
Il trattato venne firmato il 9 novembre 1729 da Juan Bautista de Orendain e José Patiño Rosales per conto di Filippo V di Spagna, William Stanhope, Sir Robert Walpole e Benjamin Keene in rappresentanza di Giorgio II di Gran Bretagna e dal marchese Brancas per conto di Luigi XV di Francia. Successivamente, il 21 novembre dello stesso anno venne sottoscritto anche da Francisco Vandermeer, delegato degli Stati generali dei Paesi Bassi.
La maggior parte delle clausole firmate a Siviglia erano state concordate in discussioni preliminari che avevano avuto luogo tra la Gran Bretagna e la Spagna nella Convenzione di El Pardo (un convento nei pressi di Madrid) e nel Congresso di Soissons (4 giugno 1728).
Secondo i termini del trattato, la Gran Bretagna manteneva, a spese della Spagna, il controllo di Minorca e Gibilterra e di numerosi privilegi commerciali. In cambio, la Gran Bretagna appoggiava la richiesta di Elisabetta Farnese, regina di Spagna, di conservare i suoi diritti sul Ducato di Parma e Piacenza e sulla Toscana. La Spagna fu autorizzata a inviare 6.000 uomini nei suoi futuri possedimenti italiani, possibilmente con l'aiuto di tutti i firmatari, nei sei mesi successivi la firma del trattato. Dopo la morte di Antonio Farnese, l'ultimo della dinastia Farnese, l'Imperatore del Sacro Romano Impero fece occupare il Ducato di Parma e fu proprio l'intervento diplomatico della Gran Bretagna che permise di risolvere la crisi. Vennero infatti accettate le richieste spagnole relative ai diritti di Elisabetta Farnese in cambio il progetto dell'imperatore Carlo VI che garantiva l'indivisibilità dei dominii asburgici e la sua trasmissibilità alle donne, come era stato fissato nella Prammatica Sanzione del 1713. Il 16 marzo 1727 di quell'anno venne firmato a Vienna un nuovo trattato in cui si ribadivano i termini dell'accordo. Qualche tempo dopo, l'infante Carlo di Borbone giunse in Italia, sostenuto da un esercito anglo-spagnolo, con l'intento di prendere possesso dei suoi territori.